# Avenida John F. Kennedy (Santo Domingo)
La avenida John F. Kennedy es una importante avenida que recorre el norte del centro de Santo Domingo, República Dominicana. Es una de las arterias principales del Distrito Nacional, conocida por su infraestructura vial moderna y su conexión con múltiples puntos estratégicos de la ciudad. Está formada por viaductos elevados que cruzan las avenidas Winston Churchill, Abraham Lincoln, Lope de Vega, Tiradentes y Ortega & Gasset, lo que la convierte en una de las rutas más transitadas y fundamentales para la movilidad urbana.

## Historia
La construcción de la avenida John F. Kennedy comenzó en la década de 1960, no en los años 1970, como parte de un plan de modernización y expansión vial del Distrito Nacional, en respuesta al crecimiento acelerado de la ciudad de Santo Domingo. La avenida recibió su nombre en honor al presidente de los Estados Unidos, John Fitzgerald Kennedy, poco después de su asesinato en 1963, como un gesto hacia las relaciones diplomáticas entre la República Dominicana y los Estados Unidos.
En sus inicios, la avenida tenía el propósito de conectar de manera rápida el oeste y el este de la ciudad, con acceso al centro de Santo Domingo y a las áreas periféricas. Esta infraestructura buscaba aliviar la congestión vehicular y mejorar la movilidad urbana. Con el crecimiento demográfico, la avenida se transformó en un eje fundamental para el transporte y el desarrollo económico, lo que facilitó el establecimiento de centros comerciales, oficinas, industrias y otras actividades comerciales a lo largo de su recorrido.
Durante las décadas de 1980 y 1990, la avenida John F. Kennedy experimentó transformaciones significativas para adaptarse a las demandas de una ciudad en expansión. Se ampliaron los carriles y se incorporaron viaductos elevados y pasos a desnivel para descongestionar el tránsito en las principales intersecciones. Estos cambios mejoraron el flujo vehicular y redujeron los tiempos de desplazamiento, facilitando la conexión con otras vías importantes, como la avenida Winston Churchill, la avenida 27 de Febrero y la autopista Duarte.
Uno de los hitos relevantes en la modernización de la avenida fue la construcción del elevado de la avenida Winston Churchill, inaugurado a principios de los años 2000. Esta obra formó parte del plan de reordenamiento vial implementado por las autoridades para enfrentar los retos de movilidad urbana derivados del crecimiento poblacional y del aumento del parque vehicular. La integración del sistema de transporte público, incluyendo las rutas del Metro de Santo Domingo, fortaleció su función como arteria principal en la infraestructura de la ciudad.
La avenida John F. Kennedy ha tenido un impacto importante en el transporte, la economía y el paisaje urbano. La concentración de actividades económicas la convirtió en un punto estratégico para el comercio y los negocios en la capital dominicana.
En la actualidad, la avenida John F. Kennedy se mantiene como una de las principales arterias viales del Distrito Nacional, con un papel importante en la movilidad diaria de miles de personas. Las autoridades continúan ejecutando proyectos de mejora y mantenimiento para garantizar su funcionalidad y responder a las demandas de una ciudad en transformación. Con su historia y su influencia en el desarrollo urbano, la avenida John F. Kennedy representa un símbolo de modernización y conexión en Santo Domingo.

## Principales intersecciones
La avenida John F. Kennedy cruza varias avenidas de gran importancia en Santo Domingo, entre las que destacan:
- Avenida Winston Churchill: Una de las vías comerciales más relevantes de la ciudad, con numerosos bancos, restaurantes y oficinas corporativas.[9]
- Avenida Abraham Lincoln: Conocida por sus centros comerciales, edificios empresariales y una variada oferta gastronómica.[10]
- Avenida Lope de Vega: Destacada por albergar instituciones financieras, oficinas y centros educativos.[11]
- Avenida Tiradentes: Zona de alto tránsito con diversas entidades gubernamentales y privadas.[12]
- Avenida Ortega & Gasset: Reconocida por su cercanía a hospitales, universidades y centros comerciales.[13]

## Recorrido urbano
La Avenida John F. Kennedy  atraviesa o conecta varios barrios y sectores importantes dentro del Distrito Nacional. Entre ellos se encuentran:
- Ensanche Kennedy: Barrio céntrico que lleva el nombre de la avenida, con una gran actividad comercial y residencial.
- Los Próceres: Sector residencial y comercial conocido por sus accesos rápidos y cercanía a importantes plazas.
- Miraflores: Barrio tradicional con áreas residenciales y de servicios, cercano a importantes vías de la ciudad.
- Piantini: Zona exclusiva del Polígono Central, con gran desarrollo empresarial, comercial y residencial.
- Serrallés: Sector de alto nivel con residencias, oficinas y acceso a importantes centros comerciales.
- Ensanche Naco: Área moderna del Polígono Central, famosa por sus torres, oficinas y centros médicos.
- Centro Olímpico Juan Pablo Duarte: Complejo deportivo y recreativo que delimita con la Av. John F. Kennedy.
- La Arboleda: Pequeño sector residencial conocido por su tranquilidad y cercanía a vías principales.
- Las Villas: Barrio residencial con acceso directo a la avenida, caracterizado por su ambiente familiar.
- Jardines del Norte: Sector residencial y comercial que conecta con varias avenidas importantes.
- Los Prados: Barrio residencial de clase media-alta con parques, centros educativos y acceso a la Kennedy.
- Ensanche Paraíso: Zona residencial exclusiva con torres, comercios y acceso rápido al centro financiero.
- Ensanche Carmelita: Barrio residencial con áreas tranquilas y acceso directo a vías principales.
- Encarnación: Sector de carácter residencial y comercial, con vías que conectan rápidamente a la Kennedy.

- Villa Juana: Barrio histórico y dinámico con áreas comerciales, residenciales y acceso a múltiples avenidas.

## Centros comerciales y empresas destacadas
A lo largo de la avenida John F. Kennedy se ubican algunos de los centros comerciales más importantes de Santo Domingo, que la convierten en un eje comercial vital. Entre ellos se encuentran:
- Ágora Mall: Uno de los centros comerciales más grandes y modernos del país, con una amplia variedad de tiendas, restaurantes y entretenimiento.[14]
- Sambil Santo Domingo: Con un enfoque en compras y ocio, este centro comercial ofrece desde boutiques hasta cines y áreas de recreación familiar.[15]
- IKEA Santo Domingo: La primera tienda de la reconocida marca sueca en el Caribe, ubicada estratégicamente en esta avenida.[16]
- Santo Domingo Motors: Una de las principales empresas del sector automotriz en país.[17]
- Torre Popular: La torre que sede del grupo financiero Grupo Popular, S.A. y el Banco Popular.[18]
- Grupo Rica: Empresa multinacional dominicana que produce y distribuye alimentos, jugos y lácteos.
- La Famosa: Marca dominicana de productos agroindustriales.
- Universidad Nacional Pedro Henríquez Ureña: Universidad privada.

## Características técnicas
La Avenida John F. Kennedy es una de las principales arterias viales de Santo Domingo. Algunas de sus características técnicas son:
- Longitud y Trayectoria: La avenida se extiende desde el final de la Autopista Duarte hasta el Parque del Homenaje, atravesando el Distrito Nacional de oeste a este.
- Ancho y Número de Carriles: Cuenta con entre tres y cinco carriles por sentido de circulación, dependiendo del tramo, lo que facilita un flujo vehicular considerable.[19]
- Elevados y Pasos a Desnivel: Para mejorar la movilidad y reducir la congestión en intersecciones clave, se han construido varios elevados a lo largo de la avenida. Por ejemplo, el elevado en la intersección con la Avenida Núñez de Cáceres, inaugurado en 2010, tiene seis carriles (tres por sentido), cada uno con un ancho de 3.65 metros, y una longitud total de 500 metros, incluyendo 220 metros de viaducto y accesos de 125 y 155 metros en cada extremo.[20]
- Intersecciones Importantes: La avenida cruza con otras vías principales como la Avenida Máximo Gómez, donde recientemente se rehabilitó la intersección para mejorar la accesibilidad y seguridad vial.